# Урал (Буздякский район)
Урал (баш. Урал) — деревня в Буздякском районе Республики Башкортостан Российской Федерации. Входит в состав Каранского сельсовета.

## География

### Географическое положение
Расстояние до:
- районного центра (Буздяк): 16 км,
- центра сельсовета (Каран): 8 км,
- ближайшей ж/д станции (Буздяк): 16 км.

## Население
| 2002 | 2009 | 2010 |
| ---- | ---- | ---- |
| 46   | →46  | ↗47  |

Согласно переписи 2002 года, преобладающая национальность — башкиры (87 %).